# Rhipidura nigrocinnamomea
Rhipidura nigrocinnamomea là một loài chim trong họ Rhipiduridae.